# Río Cuarto (ciudad)

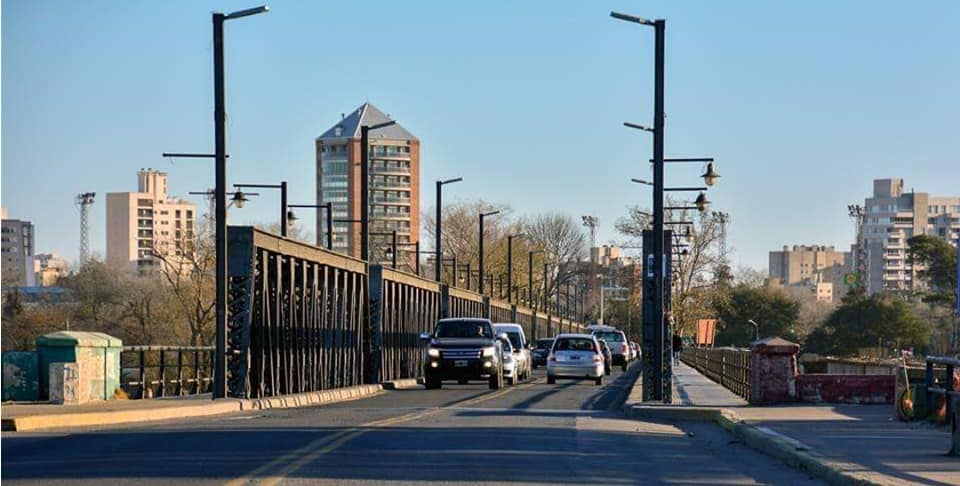
Foto del Puente Carretero. Este fue el primer puente de la ciudad, construido en el año 1912 para unir la Zona Centro y Norte de la ciudad.

Río Cuarto (ocasionalmente escrito Río IV), o Ciudad de la Concepción del Río Cuarto, es una ciudad argentina situada en el sur de la provincia de Córdoba. Es la ciudad cabecera del departamento homónimo, y se encuentra situada en el oeste de la Pampa Húmeda, en una penillanura al este de la sierra de Comechingones, a orillas del río del cual tomó el nombre, río Cuarto, conocido también como Chocancharava.
Por su tamaño y su población, es la segunda ciudad de la provincia, después de la capital, de la que dista 215 km por carretera (RN36, ahora autovía). Tiene 64,25 km².
Es el centro comercial y de servicios de una pujante región agrícola-ganadera y constituye un nudo comunicacional en los corredores comerciales que conectan la Pampa con Cuyo a nivel nacional. Se conecta con Cuyo a través de la ruta nacional 8 o la ruta provincial 30, las cuales van a la ciudad de San Luis.
El gran desarrollo que experimentó a partir de finales del siglo XIX, sumado a su carácter independiente, le ha validado el apodo coloquial de El Imperio. Esta condición le fue reconocida en los años 2000 en el gobierno de José Manuel de la Sota, al designársela oficialmente capital alternativa de la Provincia de Córdoba.

## Historia
En época prehispánica el territorio estaba habitado escasamente por los trashumantes taluhet, y por los Comechingones (de allí su nombre Chocancharava). Los primeros españoles llegaron a la región en 1573, tras fundar la ciudad de Córdoba. Las tierras, buenas para el cultivo, fueron pobladas por ganaderos hasta que un siglo después todas las propiedades quedaron bajo el dominio del Convento  de Santa Catalina.
A partir de 1750 el convento decide fraccionar el enorme latifundio, arrendando primero y vendiendo después, a numerosos compradores. Este fenómeno llamado "La Primera Colonización del Río Cuarto", produce un acelerado desarrollo económico-social.
En 1776, la región pasa a depender del Virreinato del Río de la Plata, y en consecuencia se reactivó el tráfico mercantil por los caminos que la cruzan. El comercio y las nuevas propiedades atraen a los aborígenes que habitan las pampas del sur ("araucanos", ranqueles), que comienzan el asedio sobre las estancias y caminos, arreando ganado y cautivando mujeres y niños.
Para defenderse de estos ataques, los españoles estructuraron la frontera de Río Cuarto, formada por tres fuertes principales y varios fortines intermedios. El fuerte de Santa Catalina, catorce leguas al S.E de la actual ciudad, resguardaba las campanas del Río Cuarto, y complementariamente, en 1782, en la casa de Agustín de Balmaceda, se levantó un fortín del que fue nombrado comandante.
En 1784 asume el marqués de Sobremonte  la gobernación- intendencia de Córdoba del Tucumán. Ante los reiterados y graves daños que sufre la frontera del río Cuarto, adopta el criterio de reunir a los vecinos dispersos por los campos en población formal. El 11 de noviembre de 1786, después de reconocer personalmente el terreno, encontrándolo apto, ordena la formación de la Villa de la Concepción del Río Cuarto, comisionando para el reparto de solares al vecino Alberto Soria, a cuya vivienda hace trasladar del fortín anterior.
Tras 1829 la ciudad de Río Cuarto fue uno de los teatros de la lucha entre los federales y unitarios, tal lucha posibilitó que arreciaran los malones aborígenes y el lugar quedara casi despoblado de gente criolla.
A partir de 1880 se inicia el poblamiento masivo con inmigrantes procedentes principalmente de Italia y España que se establecieron como chacareros.
En 1883 se modificó el régimen municipal, determinándose que el Ejecutivo fuese desempeñado por un intendente electo. El primero que ocupó esa función fue Moisés Irusta.

### El Imperio
En su obra “Nace un Imperio” el escritor local Joaquín Bustamante refiere que en abril de 1890 el gobierno provincial intervino arbitrariamente la Municipalidad de Río Cuarto destituyendo al intendente Andrés Terzaga, quien había resultado electo en 1889, y nombró en su reemplazo una comisión interina de cinco miembros, que fueron los señores José A. Agüero, José Semería, Casimiro Olazábal, Pedro Adamo y Carlos H. Malarín.
Esta situación molestó sobremanera e indignó a mucha gente en la que por aquellos tiempos era una ciudad con diez mil habitantes. Ante este arrebato provincial el repudio de la ciudadanía fue unánime y se elevó una enérgica protesta al gobierno, tildando a dicho decreto de inconstitucional. Desde la gobernación no deseaban retractarse y se acusaba a los riocuartenses de rebeldes, que no gustaban pedir instrucciones al gobernador en el manejo de su propia casa, causa esta por la que los calificaron de “imperialistas”.
El mote cundió hasta adquirir significación local y regional, y los propios habitantes de Río Cuarto comenzaron a llamarse a sí mismos “los del imperio”, básicamente por rebeldes y no subordinados dócilmente a los designios provinciales.

## Intendentes
| 1883–1886     | Moysés Irusta                       |                                                 |
| 1889-1890     | Andrés Terzaga                      | Primer Intendente electo por medio del sufragio |
| 1896 - 1905   | Alfredo Boasi                       |                                                 |
| 1907 - 1911   | Miguel Agüero                       |                                                 |
| 1911 - 1916   | Antonio P. Ferrer                   |                                                 |
| 1916 - 1917   | Comisión Administrativa             |                                                 |
| 1917          | Miguel Ángel Taboada                |                                                 |
| 1917 - 1918   | Comisión Administrativa             |                                                 |
| 1921 - 1922   | Miguel Ángel Taboada                |                                                 |
| 1922 - 1925   | Vicente Mójica                      |                                                 |
| 1925 - 1927   | Vicente Mójica                      |                                                 |
| 1927 - 1928   | Moisés D. Valentinuzzi              |                                                 |
| 1928 - 1930   | Vicente Mójica                      |                                                 |
| 1963 - 1966   | Dr. Jaime Gil                       | Unión Cívica Radical                            |
| 1966          | Coronel Héctor Benjamín Daza        |                                                 |
| 1966 - 1967   | Dr. Jaime Gil                       | Unión Cívica Radical                            |
| 1967          | Luis Vázquez Ávila                  |                                                 |
| 1967 - 1970   | Ing. Renato De Marco                |                                                 |
| 1970 - 1971   | Lindor Barrionuevo                  |                                                 |
| 1971 - 1972   | Moisés Pérez                        |                                                 |
| 1972 - 1973   | Samuel Bendetowicz                  |                                                 |
| 1973 - 1975   | Dr. Julio Humberto Mugnaini         |                                                 |
| 1975          | Dr. José Rafael Vergés              |                                                 |
| 1975 - 1976   | Delia Castagno de Rodríguez Vázquez |                                                 |
| 1976          | Comodoro Juan Uvaldo Díaz           |                                                 |
| 1976          | Vicecomodoro Alcide Paris Francisca |                                                 |
| 1976 - 1979   | Dr. Ernesto Ramiro Alonso           |                                                 |
| 1979 - 1980   | Dr. Jaime Gil                       | Unión Cívica Radical                            |
| 1980 - 1981   | Dr. Alberto Raúl Biglione           |                                                 |
| 1981 - 1983   | Dr. Fernando H. Bertolone           |                                                 |
| 1983 - 1991   | Miguel Ángel Abella                 | Unión Cívica Radical                            |
| 1991 - 1999   | Antonio Benigno Rins                | Unión Cívica Radical                            |
| 1999 - 2004   | Alberto Cantero                     | Partido Justicialista                           |
| 2004 - 2008   | Antonio Benigno Rins                | Unión Cívica Radical                            |
| 2008 - 2016   | Juan Jure                           | Unión Cívica Radical                            |
| 2016 - 2024   | Juan Manuel Llamosas                | Partido Justicialista                           |
| 2024-presente | Guillermo Luis De Rivas             | Partido Justicialista                           |

## Economía
Una importante fuente de ingreso y actividad comercial es la explotación económica de la Universidad Nacional de Río Cuarto y su alumnado; muchos provenientes de localidades aledañas y provincias de la República Argentina, la cual ha reactivado la economía riocuartense desde su fundación en mayo de 1971.
También su economía se basa en la concentración, comercialización e industrialización de productos agropecuarios, así como posee industrias alimentarias (Jumala S.A., La Veneziana, La Italiana, BIO 4, Bioeléctrica), agromecánicas, frigoríficos (Frigorífico Río Cuarto S.A.) y lácteos. La RN 36 la vincula con la ciudad de Córdoba, la RN 158 la comunica con General Cabrera, Villa María, Las Varillas y San Francisco, la RN 8 la conecta con La Carlota y Villa Mercedes (esta última ciudad ya en la provincia de San Luis), mientras que la RN 35 la relaciona por el sur con las ciudades de Vicuña Mackenna, Huinca Renancó y -ya en la provincia de La Pampa- Realicó, estas rutas van acompañadas por vías ferroviarias  de trocha ancha.

## Transporte
Los accesos a la ciudad son la RN 8, RN 36, RNA005 y RN 158, que comunican a Río Cuarto con las ciudades económicamente más importantes del país 
En cuanto a los ómnibus urbanos, la ciudad cuenta con una amplia variedad de líneas que comunican prácticamente toda la ciudad mediante unidades modernas y otras ya anticuadas; una ordenanza reciente permite para solventar el costo poner anuncios publicitarios en el interior de los ómnibus, lo que resulta algo exótico en el país.
Cuenta con una de las terminales de ómnibus interurbanos más nuevas de la provincia de Córdoba, con destinos a los principales puntos del país. Esta terminal está ubicada en un predio que está limitado por las calles "Arroyo Piedras Blancas" al norte, "Río Grande" al Este, "Andres Dadone" al oeste. El límite Sud es una línea imaginaria que une dos puntos: 1)el punto en que la calle "De las Postas" (a la altura del 600) se conecta con la calle "Andres Dadone". 2)el punto en que la calle "Río Grande" se conecta con la calle "Cnel Pedro H. Zanni"(a la altura del 500). En viejos mapas, la calle "Andrés Dadone" puede aparecer con el nombre de "Río Colorado".
En la localidad de las Higueras (a 3 km de la universidad) se encuentra el Aeropuerto de Río Cuarto, un pequeño aeropuerto que ofrece vuelos a Buenos Aires en aviones pequeños y 6 vuelos semanales de Aerolíneas Argentinas. El aeropuerto cuenta con el novedoso sistema ILS y es operado por Aeropuertos Argentina 2000.

## Líneas Colectivos Sat Ciudad de Río Cuarto/Iselin
| Troncal y Ramales | Cabeceras                                                       |
| ----------------- | --------------------------------------------------------------- |
| Línea A           | - Villa Dalcar - Alberdi x Pedro Goyena                         |
| Línea B           | - Villa Dalcar - Alberdi x Juan A Maza                          |
| Línea C           | - Los Puquios - Universidad Nacional de Río Cuarto              |
| Línea D           | - Universidad Nacional de Río Cuarto - Hospital Viejo           |
| Línea E           | - Empalme - Barrio Jardín                                       |
| Línea F           | - Plaza Roca - Yapeyú                                           |
| Línea G           | - Plaza Roca - B°Castelli x Sabattini                           |
| Línea H           | - Plaza Roca - Hipódromo                                        |
| Línea I           | - Plaza Roca - Universidad Nacional de Río Cuarto x Monte Coman |
| Línea J           | - Empalme A005 & 8 - Barrio Jardín                              |
| Línea K           | - Plaza Roca - Castelli 1                                       |
| Línea L           | - Plaza Roca - U.N.R.C por De la Sota                           |
| Línea M           | - Empalme - Balacco                                             |
| Línea N           | - Plaza Roca - Cispen 1 y 2                                     |
| Línea O           | - Barrio Universidad - Ruta 158 - Ruta 36                       |
| Línea P           | - Av. Sabattini - Autodromo - Las Ferias - Hospital Viejo       |
| Línea Q           | - Ruta 30 - Cuatro Vientos                                      |
| Línea U           | - Plaza Roca - U.N.R.C - Pte. Abella por Belgrano               |
| Línea RED         | - Empalme Las Quintas - Plaza Roca x Banda Norte                |

## Clima
Río Cuarto tiene un clima templado pampeano, con 4 estaciones y posee mucho viento todo el año. El verano suele ser caluroso con noches templadas. Las tormentas severas son recurrentes en el verano, y pueden estar asociadas a granizo grande, viento e incluso tornados, ya que se encuentra en una región conocida como el Pasillo de los Tornados. El invierno tiene días templados a frescos y noches muy frías. Las últimas nevadas se registraron en julio del 2000, julio del 2007 y junio del 2021. En el 2000 y 2007 se registraron 2 días con nieve en cada año. Las temperaturas extremas registradas son -10,6 °C y + 45,3 °C. Humedad relativa promedio anual: 68%.
| Parámetros climáticos promedio de Río Cuarto Aero, 1991-2020 | Parámetros climáticos promedio de Río Cuarto Aero, 1991-2020 | Parámetros climáticos promedio de Río Cuarto Aero, 1991-2020 | Parámetros climáticos promedio de Río Cuarto Aero, 1991-2020 | Parámetros climáticos promedio de Río Cuarto Aero, 1991-2020 | Parámetros climáticos promedio de Río Cuarto Aero, 1991-2020 | Parámetros climáticos promedio de Río Cuarto Aero, 1991-2020 | Parámetros climáticos promedio de Río Cuarto Aero, 1991-2020 | Parámetros climáticos promedio de Río Cuarto Aero, 1991-2020 | Parámetros climáticos promedio de Río Cuarto Aero, 1991-2020 | Parámetros climáticos promedio de Río Cuarto Aero, 1991-2020 | Parámetros climáticos promedio de Río Cuarto Aero, 1991-2020 | Parámetros climáticos promedio de Río Cuarto Aero, 1991-2020 | Parámetros climáticos promedio de Río Cuarto Aero, 1991-2020 |
| Mes                                                          | Ene.                                                         | Feb.                                                         | Mar.                                                         | Abr.                                                         | May.                                                         | Jun.                                                         | Jul.                                                         | Ago.                                                         | Sep.                                                         | Oct.                                                         | Nov.                                                         | Dic.                                                         | Anual                                                        |
| ------------------------------------------------------------ | ------------------------------------------------------------ | ------------------------------------------------------------ | ------------------------------------------------------------ | ------------------------------------------------------------ | ------------------------------------------------------------ | ------------------------------------------------------------ | ------------------------------------------------------------ | ------------------------------------------------------------ | ------------------------------------------------------------ | ------------------------------------------------------------ | ------------------------------------------------------------ | ------------------------------------------------------------ | ------------------------------------------------------------ |
| Temp. máx. abs. (°C)                                         | 40.3                                                         | 38.24                                                        | 36.8                                                         | 34.6                                                         | 34.0                                                         | 28.5                                                         | 32.4                                                         | 37.0                                                         | 38.3                                                         | 41.2                                                         | 40.0                                                         | 41.4                                                         | 41.4                                                         |
| Temp. máx. media (°C)                                        | 29.1                                                         | 27.7                                                         | 26.3                                                         | 22.9                                                         | 19.1                                                         | 16.3                                                         | 15.7                                                         | 18.6                                                         | 21.1                                                         | 23.9                                                         | 26.8                                                         | 29.0                                                         | 23.0                                                         |
| Temp. media (°C)                                             | 23.0                                                         | 21.7                                                         | 20.0                                                         | 16.5                                                         | 12.8                                                         | 9.7                                                          | 8.8                                                          | 11.2                                                         | 14.0                                                         | 17.2                                                         | 20.3                                                         | 22.5                                                         | 16.5                                                         |
| Temp. mín. media (°C)                                        | 17.6                                                         | 16.5                                                         | 15.1                                                         | 11.6                                                         | 8.2                                                          | 4.8                                                          | 3.8                                                          | 5.5                                                          | 8.1                                                          | 11.5                                                         | 14.3                                                         | 16.6                                                         | 11.1                                                         |
| Temp. mín. abs. (°C)                                         | 8.7                                                          | 6.2                                                          | 3.8                                                          | -1.6                                                         | -4.3                                                         | -4.0                                                         | -10.6                                                        | -5.0                                                         | -2.6                                                         | 1.4                                                          | 0.0                                                          | 7.0                                                          | -10.6                                                        |
| Precipitación total (mm)                                     | 135.4                                                        | 104.7                                                        | 102.0                                                        | 67.0                                                         | 29.2                                                         | 7.7                                                          | 9.0                                                          | 10.9                                                         | 35.0                                                         | 81.0                                                         | 127.0                                                        | 129.6                                                        | 838.6                                                        |
| Fuente: Servicio Meteorológico Nacional                      |                                                              |                                                              |                                                              |                                                              |                                                              |                                                              |                                                              |                                                              |                                                              |                                                              |                                                              |                                                              |                                                              |

## Población
En el año 2018 se realizó un nuevo censo provincial de población que registró un total de 192 233 habitantes; sumando los datos correspondientes al vecino municipio de Las Higueras, el área urbana totaliza 196 938 pobladores.
La ciudad de Río Cuarto en el censo realizado en el año 2010 contaba con 158.298 habitantes. Sin embargo, la ciudad de Río Cuarto junto a la población de Las Higueras, conforman lo que se denomina el Gran Río Cuarto, el cual hasta este censo contaba con 163.048 habitantes.
Entre los barrios de la ciudad se encuentran Banda Norte, Centro, Abilene, Bimaco, Alberdi, Fénix, Golf Club, Las Quintas, Jardín, Obrero, Universitario, Villa Dalcar, Cispren, General Paz, Buena Vista, entre otros.

## Deportes
En la ciudad existen muchas instituciones deportivas y sociales que permiten al ciudadano la práctica de distintas disciplinas en el mundo del recreo, el ocio y el deporte. Río Cuarto cuenta con una rica historia deportiva a nivel provincial, regional, nacional e internacional en varias disciplinas. Río Cuarto cuenta con el autódromo Parque Ciudad de Río Cuarto que es visitado por las principales categorías de la Argentina siendo en varias ocasiones una fecha del campeonato anual de Turismo Carretera , principal categoría del país
En la ciudad están los clubes Asociación Atlética Estudiantes el cual milita el Nacional B y Club Sportivo y Biblioteca Atenas juega en el Federal A. El Urú Curé Rugby Club participa del Torneo de Córdoba.

## Turismo
La ciudad cuenta con una gran capacidad en hospedaje (hoteles, cámpines y hasta pensiones). Actualmente cuenta con una gran variedad de actividades para las personas que lleguen a la ciudad. Estas varían entre visitas culturales a museos (Museo Histórico Regional, Museo Aeroespacial, Museo Ferroviario El Andino), edificios históricos de la ciudad (iglesia catedral, palacio municipal, iglesia de San Francisco), asistencia a diversos espectáculos en el teatro municipal, el Teatrino de la Trapalanda o en el centro cultural Viejo Mercado, edificio donde antiguamente solía funcionar el mercado de abasto. La ciudad cuenta también con un microcentro poblado de numerosos comercios que hacen apetecible una salida turística de compras.
Desde el punto de vista nocturno cuenta con una grande y variada carta de restaurantes, cafés y bares.

## Barrios
La ciudad posee 62 barrios además de contar con centro vecinales para cada barrio y un Centro de Gestión Municipal (CGM) en parque Sarmiento ubicado en el barrio de banda norte.
- Alberdi
- Alberdi Norte
- Microcentro
- Macrocentro
- Banda Norte
- General Paz
- Cispen 1
- Cispen 2
- José Antonio y José Mario Cabral
- Jardín Norte
- Banda Norte
- La Agustina
- Valacco
- San Martín
- Alto Privado Norte
- Riverside
- Las Delicias
- Santa Rosa
- General Roca
- Ex Cuarteles
- Santa Teodora
- Güemes
- Leandro N Alem
- Peirano
- Barrios Unidos
- Las Ferias
- Bimaco
- Nueva Argentina
- 11 de noviembre
- Dr. Carlos A Mayer
- Ing Manuel Pizzarro
- San Eduardo
- Casanovas
- Fénix
- Tiro Federal
- Jardín del Sol
- Roque Sáenz Peña
- Intendente Mojica
- Indio Felipe Rosas
- Juan Martin de Pueyrredón
- Buena Vista
- San Antonio de Padua
- San José de Calasanz
- Las Quintas
- Lomitas de Oro
- Golf
- San Pablo
- Quintitas Golf
- Villa Golf
- Ciudad Nueva
- Villa Dalcar
- Castelli
- Castelli 1
- Yapeyú
- Padre Mugica
- Jardín
- El Reparo
- Siempre Verde
- Paraíso

## Medios de comunicación

### Televisión
- TVEO Río Cuarto Canal 2 Supercanal
- Quatro TV Digital
- Canal 9
- Canal 13
- Solidaria TV Argentina
- UniRíoTV (Canal de la Universidad Nacional de Río Cuarto)
- Estamos Cerca HD (Canal Local de Barrio Fénix)

### Radios AM/FM
- Radio Bandida Río Cuarto (FM 89.7 MHz)
- Radio Imperio (FM 98.7 MHz)
- Radio Lola (FM 101.1 MHz)
- Mitre Río Cuarto (FM 104.1 MHz)
- La 100 Río Cuarto(FM 103.5 MHz)
- La Popu Río Cuarto (FM 90.3 MHz)
- De la Mujer (FM 92.9 MHz)
- Radio LV16 (AM 1010 kHz/FM 106.9 MHz)
- Radio Vida (AM 1500 kHz/FM 89.3 MHz)
- Radio Góspel (FM 102.9 MHz)
- Visión (FM 88.9 MHz)
- Red Aleluya Río Cuarto (FM 89.5 MHz)
- Cadena 3 Río Cuarto (FM 90.7 MHz)
- Digital (FM 91.9 MHz)
- La Zero (FM 95.5 MHz)
- Más Show / Aspen Rio Cuarto (FM 94.5 MHz)
- Continental Río Cuarto (FM 92.5 MHz)
- Ranquel (FM 93.9 MHz)
- Rivadavia Río Cuarto (FM 94.7 MHz)
- Radio Río (FM 106.1 MHz)
- Splendid Río Cuarto/Del Plata Río Cuarto (FM 96.5 MHz)
- Radio Power Hit (FM 96.5)
- Blu (FM 96.9 MHz)
- Universidad (FM 97.7 MHz)
- Rock & Pop Río Cuarto (FM 93.9 MHz)
- CNN Radio Río Cuarto (FM 99.1 MHz)
- Mega Río Cuarto (FM 98.1 MHz)
- Impacto Popular (FM 100.3 MHz)
- Gamba (FM 101.7 MHz)
- Sudamericana (FM 102.3 MHz)
- Radio Ciudad (FM 104.7 MHz)
- Energía (FM 105.1 MHz)
- Al Toque Radio (FM 101.9 MHz)
- Libre (FM 105.5 MHz)
- Gamba (FM 106.3 MHz)
- Golden (FM 107.7 MHz)
- La Zero (FM 95.5 MHz)
- Radio Brava (FM 94.3 MHz)
- Radio María Argentina (FM 95.9)

### Diarios
- Poster Central
- Telediario Digital
- Puntal
- Río Cuarto Info
- Al Toque Deportes
- Otro Punto

## Ciudades hermanadas
Río Cuarto se encuentra hermanada con las siguientes ciudades:
- Abilene, Estados Unidos
- Vinaroz (Castellón), España
- Asunción, Paraguay
- Chillán (Región de Ñuble), Chile
- Florida, Uruguay